# Tillandsia gruberi
Tillandsia gruberi är en gräsväxtart som först beskrevs av Renate Ehlers, och fick sitt nu gällande namn av Jason Randall Grant. Tillandsia gruberi ingår i släktet Tillandsia och familjen Bromeliaceae. Inga underarter finns listade i Catalogue of Life.